# Episodi di Tre gemelle e una strega
La prima stagione di Tre gemelle e una strega venne diffusa dal 1995 al 1999 in Spagna, dal 1997 ai primi anni duemila in Italia su Rai 2.

## Stagioni

### Prima stagione (1995-1999)
| nº | Titolo originale                  | Titolo italiano                     | Trama | Prima TV Spagna | Prima TV Italia    |
| -- | --------------------------------- | ----------------------------------- | --- | --------------- | ------------------ |
| 1  | En Polzet                         | Pollicino                           | Anna, Teresa e Elena, preparano una trappola per la Strega affinché le punisca e le mandi in una storia. La Strega casca nel tranello, ma non si arrabbia, tuttavia le gemelle la pregano di essere punite, quindi, la Strega le manda nella storia di Pollicino, in modo che il suo amico Orco possa mangiarsele assieme al protagonista e i suoi fratelli. Le gemelle incappano in Pollicino e i suoi fratelli, persi nella foresta mentre facevano legna e incappano poi nello chef dell'Orco, che propina ai bambini una zuppa soporifera. Teresa e Anna, non avendone ingerita a sufficienza, non si addormentano e, una volta chiusi nel castello dell'Orco, liberano Elena e i ragazzi nella disperata cerca di un'uscita. La corsa giunge al termine quando i ragazzi spaventano l'Orco usando le ossa delle sue vittime, per poi, infine, distruggergli il castello e fuggire con i suoi stivali delle sette leghe a casa. | 1995            | 1997               |
| 2  | La Blancaneu                      | Biancaneve e i sette nani           | La scuola delle gemelle farà uno spettacolo basato su Biancaneve. Le gemelle, volendo chiedere alla stessa principessa una mano, fingono di minare in camera loro. La Strega, credendo che stessero veramente minando, sopraggiunge e le manda nella fiaba di Biancaneve. L'arrivo delle ragazza non fa contenta la strega di Biancaneve, che scopre di essere battuta in bellezza anche dalle tre bambine, e tenta di propinare a loro una torta di mele avvelenate, ma Elena la mangia tutta e si addormenta. Anna e Teresa, quindi, si mettono a cercare un principe, incontrando i tre figli gemelli di Biancaneve e il Principe Azzurro, capendo di essere finite nel seguito della storia. Portati i tre principini da Elena, ostacolati da entrambe le streghe, la ragazza viene salvata e poi le gemelle sono condotte da Biancaneve che dona a loro dei consigli su come interpretarla. Teresa finisce con l'interpretare la principessa nella recita, e Elena e Anna, interpretano la strega, usando un costume simile a quello della Strega Annoiata (con suo enorme piacere). | 1995            | ?                  |
| 3  | La Ventafocs                      | Cenerentola                         | Accatastando i preziosi mobili della loro nonna per ricreare il castello di Cenerentola, le tre gemelle sono mandate nella fiaba della stessa, ma, ancora una volta, scoprono di essere giunte dopo gli eventi della fiaba: Cenerentola e il Principe sul punto di sposarsi si sono ritrovati in bancarotta. Entrano però in scena Genoveffa e Anastasia, che dicono di aver comperato il castello del Principe e che gli sarà restituito se una di loro diventerà la sua sposa. Le gemelle e Cenerentola, quindi, organizzano un'asta, con l'aiuto della Fata Madrina, per ottenere abbastanza soldi per acquistare il castello e permettere al Principe di sposare la sua amata senza più problemi. Con l'aiuto della Strega Annoiata, le sorellastre rubano gli articoli dell'asta, ma sono fermate dalle gemelle. Il castello è salvo, il Principe sposa Cenerentola e le gemelle tornano a casa, portandosi dietro una delle scarpette di cristallo come souvenir. | 1995            | ?                  |
| 4  | L'Alí Babà i els quaranta lladres | Alì Babà e i 40 ladroni             | Usando un elicottero telecomandato, le gemelle rovinano la scopa della Strega, che le manda nel deserto arabo, dove vedono quaranta predoni nascondere i loro tesori rubati in una grotta magica. Le gemelle, non appena capito in quale storia si trovano, corrono in città a consigliare Alì Babà, un imbianchino squattrinato, di derubarli per attirarli in una trappola e farli arrestare dalle autorità. A malavoglia, Alì Babà accetta, ma solo perché scopre che tra i tesori c'è anche una TV con cui vedere le corse dei cammelli. La Strega avvisa i ladroni del furto di Alí Babá e tutti si dirigono in città, nascosti in vasi trasportati dal loro capo per non dare nell'occhio, ma come entrano in casa di Alì Babà, le autorità, nascoste a loro volta in altri vasi, li arrestano e le gemelle tornano a casa. | 1995            | ?                  |
| 5  | En Joan sense por                 | Giovanni senza paura                | La Strega va a vedere che combinano le gemelle, le quali stanno tagliando i capelli a tre loro amici. Con la semplice giustificazione di essere annoiata, la Strega trasforma i tre amici in sciarpe, poi spedisce gemelle e sciarpe nei pressi di un luna park maledetto: la maledizione, portata da tre gaglioffi, Zombi, Macellaio e Clown, consiste nell'invadere e tenere chiuso il luna park finché un bambino si divertirà in barba a tutti i loro spaventi. Un ragazzo di nome Giovanni, nella sua ricerca della paura, entra con le gemelle nel parco giochi, dove i furfanti rubano le sciarpe. Con l'aiuto di Giovanni, le gemelle le recuperano dai gaglioffi, ridendo delle loro trappole, ma Giovanni è deluso che la sua ricerca non è ancora giunta a termine, ma quando sente le sciarpe parlare, il ragazzo si spaventa e fugge via. Il luna park viene liberato dalla maledizione e tutti possono finalmente godere delle attrazioni, mentre Giovanni viene acclamato come eroe. Tornati a casa, le sciarpe tornano alle loro condizioni originali, ma vengono sgridati dalla loro madre per la loro orrenda capigliatura. | 1995            | ?                  |
| 6  | El soldadet de plom               | Il soldatino di piombo              | La zia della Strega Annoiata, Luridosa, le regala un palmare magico per sostituire la sua "obsoleta" bacchetta. Non essendo esperta in tecnologia, la Strega spedisce le gemelle, che avevano fatto uno scherzo ad un impiegato postale, in una fiaba, ma senza sapere quale e comincia a perlustrarle tutte. Le gemelle finiscono, rimpicciolite, in una scarpa galleggiante nelle fogne, venendo inseguite da rozzi e violenti topi, che affondano dopo essersi schiantati contro una barchetta di carta con a bordo un soldatino giocattolo senza una gamba, che si unisce alle gemelle. Usciti dalle fogne in mare aperto, i quattro sono divorati da un pesce che viene poi pescato e sventrato in casa del padrone del soldatino, che spiega di essere caduto dalla finestra della camera del suo padrone, distrattosi dalla bellezza di una ballerina di cartone, poi era stato trovato da un bambino che lo aveva messo a bordo della barchetta che è era quindi caduta nel tombino. Tornato a casa, il soldatino prova a raggiungere la ballerina, ma le gemelle tentano di fermarlo, sapendo che così facendo, morirà nel camino. Quando il vento spazza via il soldato, la ballerina e le gemelle verso il camino, la Strega localizza le gemelle e le trasporta a casa sua, con le loro stature originali, assieme ai due giocattoli. Le gemelle chiedono quindi alla Strega di permettere al soldatino di vivere il suo meritato lieto fine e, un po' dispiaciuta per il finale originale, decide di mandare il soldatino e la ballerina in un'altra storia, dove staranno al sicuro dal fuoco. Poi, siccome le gemelle hanno effettivamente concluso la storia, sono rimandate a casa via bacchetta e il palmare, che le ha solo combinato guai, viene spedito lontano. | 1995            | ?                  |
| 7  | La princesa i el pèsol            | La principessa sul pisello          | Rimaste sole in casa, le gemelle rovinano la cucina e la Strega le punisce. La storia in cui sono finite, vede un re burbero e sanguinario voler obbligare il figlio a sposare una donna di sangue blu e l'ha anche costretto a non uscire dal castello, tuttavia, il re impone alle spasimanti di suo figlio di essere sottoposte ad una difficile prova. La vecchia fiamma del principe, la principessa Luna, introdottasi nel castello come sguattera, intende riunirsi a lui e portarlo via da quella meschina vita ed è appoggiata dalle gemelle. Luna quindi si mette alla prova assieme ad altre spasimanti e il re le fa dormire in una stanza con letti con molti materassi l'uno impilato sull'altro, mettendo sotto il primo materasso un pisello, in quanto una principessa ha la pelle così delicata da poter non dormire bene neanche in quelle condizioni. La lavandaia supera la prova, ma quando il re gli chiede di descrivere cosa ha turbato il suo sonno, questa dice che pare essere stato un fagiolo. Il re, pensando stesse mentendo, inizia a dare l'ordine di giustiziarla, ma giungono le gemelle che informano che la Strega Annoiata aveva truccato la gara, sostituendo il pisello con un fagiolo. Il principe e la principessa si sposano e le gemelle tornano a casa, in tempo per ripulire la cucina. | 1995            | ?                  |
| 8  | El flautista d'Hamelín            | Il Pifferaio magico di Hamelin      | La Strega Annoiata, tendendo una trappola alle gemelle che le porterà a compiere una cattiva azione, scopre che quel giorno si sono ripromesse di comportarsi bene, così la trappola si ritorce contro di lei. Accusandole di averle rovinato la trappola, la Strega spedisce le gemelle ad Hamelin, dove incontrano un pifferaio che suona musica troppo moderna, scaturendo interesse solo ai topi e lamentele dal resto del pubblico. Le gemelle, quindi, chiedono al pifferaio di chiedere al giovane re di Hamelin di assumerlo per disinfestare la città dai numerosi topi. Il re acconsente e il pifferaio porta tutti i topi in una caverna che viene chiusa. La Strega, che era incappata in Luridosa, finisce con il trasformarsi in topo anche lei e viene attratta dalla musica del pifferaio e rinchiusa nella grotta. Il pifferaio sviene, avendo suonato per ore, e Teresa, con Anna ed Elena travestite da pifferaio, tornano in città e scoprono che i consiglieri del re gli hanno chiesto di non spendere i soldi con cui aveva promesso di ricompensare il musicante. Elena, quindi, suona lo strumento e attira tutti i bambini, re compreso, fino alla caverna, dove lo obbligano a ricompensare il pifferaio. Intanto, la Strega, nel tentativo di uscire dalla grotta, trasforma tutti i topi in colombi e rimane incastrata in un fosso. | 1995            | ?                  |
| 9  | En Barbablava                     | Barbablù                            | La Strega becca le gemelle a litigare per una lettera d'amore indirizzata a Teresa e le punisce spedendole nel castello di Barbablù, un uomo tanto preciso quanto burbero e paranoico che si dice aver imprigionato ognuna delle sue cinque mogli ed è ora in cerca della sesta. Mentre la Strega, invaghitasi di Barbablù si fa assumere come cameriera, le gemelle scoprono la verità sul padrone del castello: egli è infatti il nipote del deceduto vero Barbablù, la cui reputazione spaventa le donne che si avvicinano a lui e, paradossalmente, questi tenta di imitare lo zio per rendersi affascinante, ma il suo fantasma ancora si aggira nel castello, rovinando ogni suo appuntamento. Intanto, la parrucchiera che aiuta Barbablù con la tinta della barba, sopraggiunge, una donna di cui l'uomo è innamorato ma non ha il coraggio di dirglielo (inconsapevole di essere ricambiato). Le ragazze allora, forzano i due a godersi un pranzo assieme, mentre loro cercano di catturare il fantasma, usando la tinta di Barbablù, localizzano il fantasma e lo neutralizzano. Il nipote, intanto, per via della strega gelosa, perde il colorito della barba e la parrucchiera rivela che è molto più bello senza tinta e si mettono insieme. Con il lieto fine ottenuto, le gemelle tornano a casa e giocano con la tinta blu che si sono portate dietro. | 1995            | ?                  |
| 10 | Hansel i Gretel                   | Hansel e Gretel                     | Facendo uno scherzo al vicino, le gemelle sono punite dalla Strega che le manda in una foresta. Elena trova per terra delle caramelle, le raccoglie e le mangia, scoprendo che ad averle gettate sono due ragazzini, fratello e sorella, che riconoscono essere Hansel e Gretel. Quello che non si aspettano, e che al posto della "Casa delle Mille Dolcezze", i cinque trovano un luna park fatto di dolci: Candylandia. La Strega Sacherina attira dentro i bambini e cattura Hansel ed Elena, mettendoli all'ingrasso. I ragazzi sono però salvati da un servo della strega, Bonbon, stufo del maltrattamento che riceve e una volta fuori accompagnerà Hansel e Gretel a casa, mentre la Strega Annoiata, che ha passato la giornata immersa nella cioccolata, si arrabbia ancora di più vedendo che le gemelle hanno superato la loro punizione. | 1995            | ?                  |
| 11 | Els tres porquets                 | I tre piccoli porcellini            | Le gemelle, volendo comprare tre casette delle bambole diverse, ottengono come regalo tre porcellini salvadanaio, dove mettere i soldi per quelle casette. Le gemelle si mettono quindi a compiere molte buone azioni per riempire i loro salvadanai, ma dopo aver aspirato i loro topini domestici senza accorgersene, la Strega ne approfitta per punirle. Le gemelle finiscono in una regione dove il proprietario, tale Lupo Bernardo, vuole erigere Lupolandia, ma scopre dalla Strega che tre porcellini stanno erigendo una casa al centro del terreno, aiutati dalle gemelle. Bernardo e la Strega, fingendosi affaristi, fanno firmare a tutti e tre i porcellini un contratto, che alla firma ne rivelano il contenuto: se uno di loro tre costruirà una bella casa, potranno restare, se falliranno dovranno andarsene o saranno mangiati. I porcellini si dividono avendo tutti idee diverse su quanto tempo e voglia dedicare al progetto: il primo costruisce una casa di paglia, che Bernardo distrugge con il suo elicottero, il secondo costruisce una casa di legno che viene distrutta ancora da Bernardo, che sabota le tubature. Dopo essersi riappacificati, i porcellini e le gemelle finiscono con il costruire una casa solida e funzionante di mattoni. Dopo aver tentato di spazzarla via con un mega ventilatore, Bernardo tenta di irrompere infuriato nella casa, ma tutte le porte e le finestre vengono chiuse. Aiutato dalla Strega, Bernardo tenta di entrare dal camino, ma una volta sceso, scopre che le gemelle e i porcellini hanno messo una pentola bollente alla base, dalla quale scappa bruciato, promettendo di non ritornare più. Tornate a casa, le gemelle continuano i loro lavori, ma stavolta capiscono di doverli mettere insieme per comprare solo una casetta per le bambole. | 1995            | ?                  |
| 12 | El vestit nou de l'emperador      | Il vestito dell'Imperatore          | Le gemelle rovinano la vetrina di un negozio di vestiti, venendo per questo punite. Le gemelle finiscono nel regno governato da un re vanitoso, che sente le gemelle criticare il suo vestito consigliato dal mago di corte. Le gemelle, quindi, si offrono di confezionarli un vestito stupendo e magnifico, convincendo il re di essere maghe più potenti usando un telecomando che si erano portate dietro sulla sfera magica del mago. Le gemelle finiscono di confezionare il vestito, ma la Strega Annoiata rovina il loro lavoro nella notte, costringendole a inventarsi una scusa e dicendo che il vestito è invisibile agli occhi degli sciocchi. Quando la Strega fa notare al re di essere nudo davanti al suo popolo, questi accusa la Strega di aver usato il telecomando delle gemelle per rovinarlo (la notte prima, la strega aveva sequestrato l'apparecchio per evitare discontinuità storiche) e quando la Strega tenta di spiegare, finisce con il cambiare al re vestiario in base al canale. Le gemelle sono portate a casa, dove vedono la Strega inseguita dal re, con la calzamaglia di Superman. | 1995            | ?                  |
| 13 | La Caputxeta Vermella             | Cappuccetto Rosso                   | Le gemelle sono punite per aver disegnato sul muro della loro casa, finendo nel dopo-storia di Cappuccetto Rosso, divenuta famosa e vanitosa, non avendo più tempo da passare con sua nonna. Le gemelle, quindi, per far felice la povera anziana, si travestono da Cappuccetto Rosso e la vanno a trovare, non spaventate dal Lupo Cattivo in quanto consapevoli che è andato in pensione a seguito degli eventi della fiaba. La Strega, però, lo rimette in forma e riprende la caccia al Cappuccetto Rosso, finendo poi con il sentirsi confuso nel veder ben quattro ragazze col cappuccio rosso nel bosco. La Strega, intanto, giunge a casa della nonna e la trasforma in una statuina e si traveste da lei per acciuffare le ragazze e portarle dal Lupo, ma grazie ad alcuni petardi di Elena, la Strega fugge di casa, riporta la nonna normale e fugge dal Lupo, giunto sul posto con la vera Cappuccetto Rosso, che si scusa con la nonna. | 1995            | ?                  |
| 14 | L'Aneguet Lleig                   | Il Brutto Anatroccolo               | A casa dalla nonna, alle gemelle viene chiesto di non entrare nel vicino bosco, ma quando uno dei cavalli della fattoria scappa, le gemelle si addentrano e vengono punite dalla Strega, ritrovandosi in un'altra foresta con animali parlanti. All'occhio, balza subito un piccolo anatroccolo grigio e brutto che viene preso in giro dalle oche suoi fratelli e anche dagli altri animali. Le gemelle tentano di consolarlo, ma non hanno molto successo. La Strega, intanto, attira dei bracconieri nella radura segreta dove sono riuniti tutti gli animali e catturano tutti i cuccioli, meno l'anatroccolo, poiché lontano con le gemelle. Il piccolo, quindi, decide di salvarli, ottenendo non solo il rispetto dai suoi coetanei, ma scopre anche che è un piccolo di cigno e che presto non sarà più brutto. Tornate a casa, le gemelle escono con la nonna per un picnic, vedendo nel lago un cigno assieme a una famiglia di oche, riconoscendo il loro amico. | 1996            | ?                  |
| 15 | L'Aladí i la llàntia meravellosa  | La lampada di Aladino               | La nonna ha di nuovo le gemelle sotto la sua custodia e proibisce a loro di salire in soffitta. Le gemelle salgono in soffitta lo stesso e, prendendo una teiera, giocano alla lampada magica, ma dalla teiera esce la Strega che le punisce, spedendole nella storia di Aladino. Le gemelle si ritrovano nel deserto, dove un uomo di nome Abdul sta lasciando Aladino in un pozzo, poiché si rifiuta di dargli una lampada che ha rinvenuto. Quando Abdul si assenta, le gemelle dicono ad Aladino di strofinare la lampada e da essa esce un Genio che libera Aladino e lo trasforma in un principe, quando questi si innamora della principessa Jasmine. Con l'aiuto del Genio, Aladino ottiene anche un castello e una corte, ma quando poi gli viene promessa la mano della principessa, questi rivela che il suo unico vero possedimento e la lampada, che la dona a lei. Abdul, informato e aiutato dalla Strega, baratta la lampada con Jasmine e prima si mette a rovinare Aladino, annullando i suoi desideri, poi lo fa spedire, imprigionato in una bottiglia, nel deserto. Le gemelle, armate della scopa della Strega, corrono a salvare Aladino, prima che Abdul sposi Jasmine. Quando Aladino viene trovato, questi (ancora piccolo) entra nella lampada del Genio e, non appena Abdul sfrega la lampada, Aladino è quello ad uscire ed esprime il desiderio di Abdul di "non rivederlo mai più", teletrasportandolo lontano. Quindi, Aladino sposa Jasmine e il Genio è liberato. | 1996            | ?                  |
| 16 | Els set samurais                  | I sette Samurai                     | La maestra racconta alla classe la leggenda di Yutaka, un ragazzo giapponese che per diventare samurai passò due semplici ma strane prove da parte di un sensei. Quando Elena non ottiene risposta su cosa sia un samurai per via della campanella dell'intervallo, essa di rifiuta di andare a giocare, venendo punita con le sorelle dalla Strega. Le gemelle arrivano così al villaggio di Yutaka, che viene regolarmente assalito dai Banditi della Montagna, il cui leader viene messo in guardia dalla Strega Annoiata sul conto delle gemelle, ma l'uomo non le crede. Furibonda, la Strega borbotta tra sé e sé il piano dei banditi, che le gemelle e Yutaka riescono a sentire e, preventivamente, lo sventano. Furibondo, i banditi se la prendono con la Strega e mettono una taglia sulla sua testa o raderanno al suolo il villaggio. Mentre i ragazzi cercano la Strega, incappano nel sensei e i suoi sei compagni, anziani samurai che intendono aiutarli a sgominare la banda. Travestiti ognuno da Strega Annoiata, le gemella e Yutaka li consegnano ai banditi che vengono poi catturati dai samurai. L'imperatore si congratula con loro e nomina Yutaka e le gemelle samurai, spiegando ad Elena che il loro compito è difendere il popolo non con la forza ma con l'ingegno. | 1996            | ?                  |
| 17 | Els Músics de Bremen              | I musicisti di Brema                | Suonando a ritmo di musica con ogni oggetto presente della cucina, le gemelle allagano la casa e sono punite venendo portate in una fattoria vicino a un canale, dove fanno amicizia con un vecchio asino, che voleva diventare un cantante blues. Quando il padrone lo rimpiazza con un trattore, l'asino decide di riprendere il suo sogno, dirigendosi a Brema con le gemelle in barca. Le ragazze, inoltre, fanno unire al gruppo anche un cane dalla vista corta, una gatta pigra e un gallo spennacchiato, anch'essi desiderosi di essere cantanti e che sono stati rimpiazzati dalla tecnologia dai loro padroni. Il gruppo si ferma in un mulino apparentemente abbandonato, dove spaventano i quattro briganti che lo usavano come base. Quando la Strega Annoiata, alleata dei briganti, si accorge della presenza delle gemelle, convince i suoi colleghi a tornare a riconquistare la base, ma sono attaccati a morsi, graffiate, becchettate e calci dal quartetto di animali, costringendoli definitivamente alla fuga. Tornate a casa a ripulire il loro disastro, le gemelle notano tra i loro CD, uno con i loro amici musicisti sulla copertina. | 1996            | ?                  |
| 18 | La Llegenda del Drac Vermell      | La leggenda del Drago Rosso         | Le gemelle scoprono che la Strega Annoiata è andata in vacanza e che non potrà punirle. Appena scoprono che è andata in Cina, le ragazze si ricordano della loro avventura in quei pressi: la strega li aveva mandati nella giungla cinese, dove dei cacciatori aiutati dalla Strega erano alla ricerca dell'ultimo Drago Rosso al mondo. Dopo averlo trovato e salvato dai cacciatori, le gemelle diventarono amiche del drago, che raccontò a loro e gli animali della foresta del suo sogno: raggiungere la Luna. Quando poi gli altri animali gli chiesero di portarli con sé, il Drago accettò, ma per i cacciatori che li inseguivano sulla scopa della Strega, il volo fallì, così il Drago trovò un'altra soluzione per realizzare il suo sogno: immergersi nella Luna riflessa sull'acqua del fiume, dove sparì negli abissi, scappando ai cacciatori. Finito di ricordare la loro avventura, le ragazze si chiedono che fine abbia fatto il loro amico drago ed Elena suggerisce sia lui il fantomatico Mostro di Loch Ness che viene periodicamente avvistato. | 1996            | ?                  |
| 19 | La Bella Dorment                  | La Bella addormentata nel bosco     | Non riuscendo a dormire, la Strega Annoiata scopre che le gemelle stanno leggendo "La Bella Addormentata", nonostante i genitori gli abbiano detto di andare a dormire, finendo puntualmente con il punirle. Le ragazze giungono in un castello, dove sta avvenendo il battesimo della principessa, a cui tutti gli abitanti del regno sono stati invitati. Tutti meno la Strega cattiva, che giunge e maledice il futuro della principessa, mentre la Fata buona fa di tutto per migliorarlo, finendo con il maledire la principessa, a 16 anni, con un sonno centenario non appena si fosse punta con una macchina per cucire, a meno che un principe di sangue blu non la sveglierà con un bacio. La Fata buona porta le ragazze avanti nel tempo di 16 anni, consapevole che non hanno tutto quel tempo a disposizione, dove il re ha fatto bandire e distruggere tutte le macchine per cucire del regno, ma durante una fiera, la Strega cattiva e la Strega Annoiata mettono in mostra una macchina per cucire, con la quale la principessa si punge e sviene. Le gemelle decidono di raggruppare un mucchio di principi, ma nessuno riesce a svegliare la principessa, arrivando alla conclusione che manca un ultimo principe all'appello, che scoprono essere ostacolato dalla Strega cattiva, che gli fa sparire tutti i cavalli e lo combatte in forma di tigre. La Strega Annoiata, offesa con la collega che non si ricorda mai correttamente il suo nome, si allea con le gemelle e il principe, fermando la Strega cattiva e dando al principe un mezzo per raggiungere la principessa. Con il risveglio della principessa, le ragazze tornano a casa. | 1996            | ?                  |
| 20 | El Gat amb botes                  | Il Gatto con gli Stivali            | Dopo aver giocato uno scherzo a un pescatore, usando senza permesso i suoi stivali anti-fango, le ragazze sono punite dalla Strega, finendo in una fattoria, dove un contadino, fratello minore dei proprietari, rivela che gli è stato lasciato dal defunto padre un pigro e vecchio gatto. Quando il giovane contadino si allontana, il gatto si rivela in grado di parlare, e chiede alle gemelle gli stivali, dicendo che conosce un modo per arricchire il suo padrone e di dimostrarsi utile, portando al re dei regali in nome del "Marchese della Zucca". Il piano riesce, per quanto ostacolato a volte dalla Strega, ma quando il re vuole conoscere il Marchese, viene sviato dalla Strega ad andare al nuovo castello del suo amico Orco. Quando il gatto lo viene a riferire alle gemelle e al padrone, questi corrono al castello dell'Orco, che ha imparato un incantesimo per trasformarsi in altri animali. Il gatto, quindi, gli dice che per lui sarebbe impossibile trasformare in un topo piccolo, ma l'Orco gli dimostra il contrario, finendo però con il morire divorato dal gatto, concludendo la storia con il re che dona la mano di sua figlia al "Marchese". | 1996            | ?                  |
| 21 | El Quixot                         | Don Chisciotte                      | Le gemelle combinano un fragoroso disastro in biblioteca e sono punite dalla strega, ispirata da una delle illustrazioni dei libri caduti. Le ragazze si ritrovano in casa di un anziano terriero dalla fervida immaginazione, che si presenta come Don Chisciotte forte cavaliere in cerca della sua amata Dulcinea. Al fianco dell'amico Sancio Panza, che Chisciotte tratta come uno scudiero, le gemelle seguono e assecondano Chisciotte nelle sue folli disavventure che lo vedendo attaccare mulini che crede giganti, greggi che crede mussulmani, locande che crede castelli e facendo la corte alla Strega che crede la sua dama Dulcinea. La storia si conclude con la Strega che, per sbarazzarsi del simpatico ma folle spasimante, dona il suo cappello a Sancio assieme ad uno scooter e ora Don Chisciotte insegue lui credendolo Dulcinea. Tornate a casa, le gemelle leggono il resta della storia: Chisciotte arrivò a Barcellona dove si scontrò con quello che credette essere il cavaliere nero, prese una botta in testa e fu riportato a casa da Sancio dove se ne prese cura finché non ritornò sia sano di corpo che di mente. | 1996            | ?                  |
| 22 | En Pinotxo                        | Pinocchio                           | Volendo accendere il fuoco del camino, le gemelle prendono un legno dalla catasta, ma sono fermate dalla Strega, consapevole che i genitori avevano espressamente detto di non farlo, punendole e facendole portare dietro il ciocco di legno. Le tre si ritrovano a dover fare le postine a una ditta gestita da Mastro Ciliegia, che ordina che consegnino il pezzo di legno che hanno con loro a un falegname di nome Geppetto. Sulla via, le ragazze scoprono che il legno adesso sa parlare e, capita la storia in cui si trovano, aiutano il falegname a creare Pinocchio per tutta la notte. Quando il falegname e le gemelle si mettono a dormire, Pinocchio scappa di casa, aiutato dalla Strega, ma è riportato, poco dopo, da un vigile. Geppetto chiede a Pinocchio perché sia uscito e la marionetta accampa delle scuse, facendo crescere il suo naso. Mentre le ragazze glielo raccorciano, Geppetto vende la giacca per comprargli l'abbecedario e chiede alle gemelle di accompagnarlo a scuola, ma sono imbrogliati dalla Strega che, fingendosi la maestra, porta Pinocchio in un teatro di burattini, dove viene quasi bruciato dal burattinaio Mangiafuoco, che lo lascia andare una volta che scopre di Geppetto. Il giorno dopo, Geppetto decide di farlo andare a scuola con il pulmino, così che non si perda, ma il pulmino è guidato dalla Strega Annoiata, che lo convince a scendere al Paese dei Balocchi, dove diventa un somaro e viene portato in nave verso il luogo dove sarà venduto. Geppetto e le gemelle, cercano di raggiungere in barca la nave, ma sono divorati da una balena. La Strega, dispiaciuta per la sorte dei bambini, aiuta Pinocchio a sconfiggere la Balena, che sputa via Geppetto e le gemelle, ma uccide il burattino con una codata. Triste anche lei, la Strega non solo resuscita Pinocchio, ma lo trasforma pure in un bambino vero. | 1996            | ?                  |
| 23 | Sant Jordi i el Drac              | San Giorgio e il Drago              | Le ragazze hanno il compito di sbarazzarsi delle foglie del giardino e per far prima decidono di bruciarle, ma dopo aver rischiato di arrostire la Strega, questa le punisce mandandole in Libia, dove il re chiede ad Anna di estrarre il nome di chi dovrà andare a sacrificarsi al Drago che sta devastando il regno. Il nome che esce è quello della principessa Margherita, la quale accetta il suo destino, nonostante il re provi a fermarla. Cercando di trovare una soluzione, le gemelle cercano prima un cavaliere che possa affrontare il drago, senza successo, poi accompagnano la principessa al luogo del sacrificio, dove tentano di battere il Drago in astuzia, senza successo. Anche la Strega Annoiata, vedendo come stava bruciando la foresta, cerca pure futilmente di fermarlo. Proprio allora, giunge un cavaliere che abbatte il Drago, riportando la pace nel regno. Il cavaliere, Giorgio, dopo essere stato ringraziato, galoppa via, mentre la Strega riporta le ragazze a casa. | 1997            | ?                  |
| 24 | El Lladre de Bagdad               | Il Ladro di Bagdad                  | Le ragazze si scontrano col carrello contro la Strega al supermercato, facendola cadere e per questo vengono punite. Le ragazze sono portate a Baghdad, dove, durante un corteo in cui passa la principessa Soraya, vedono un ladruncolo derubare i passanti, ma rimane incantato dalla bellezza della principessa. Le gemelle, quindi, decidono di aiutarlo a conquistare il cuore della ragazza, intraprendendo un viaggio verso il regno magico alla ricerca dello scrigno della Luna, mentre gli altri pretendenti, favoriti tutti dalla Strega Annoiata, sono anche loro alla ricerca di tesori unici e originali. La Strega, quindi, fa addormentare la principessa, motivo per cui i pretendenti si coalizzano con i loro doni per salvarla, ma avendo tutti collaborato, ciò rende i loro doni superflui senza l'aiuto degli altri. Il ladro, intanto, recupera infine la polvere magica della luna e, evocato un Roc, vola a salvare la principessa dai suoi offesi pretendenti. | 1996            | ?                  |
| 25 | Els fesolets màgics               | Il fagiolo magico                   | Le ragazze si rifiutano di mangiare i fagioli che ci sono per cena e sono, regolarmente, punite e portate nel futuro, in una città di nome Tristania, luogo in cui regna la depressione. Le ragazze incontrano Jack, un lavavetri, che è stato raggirato dalla Strega nel comprare dei fagioli "magici" in cambio di un orologio da polso d'oro della madre. Scoperte le loro proprietà magiche, le ragazze e Giacomino piantano i fagioli e subito spunta una pianta gigantesca che raggiunge il cielo. Jack e le ragazze la scalano e raggiungono l'orto di un gigante, la cui presenza fa scappare i ragazzi giù per la pianta, dove Elena scopre che il cibo servito a Tristania sono pillole aromatiche e che quindi hanno il dovere di prendere gli ortaggi del gigante e portare cibo vero alla città. Assieme alle verdure, i ragazzi prendono anche una gallina e un'arpa incantata, che però avvertono il gigante che stanno venendo rapite. Il gigante li insegue, incolpando la Strega Annoiata, e cadendo con lei fino al suolo, dove scopre le intenzioni dei ragazzi, accettando volentieri di aiutarli a piantare cibi più nutrienti e buoni a Tristania, che diventa un luogo di allegria e buonumore. Tornate a casa, le gemelle si mettono a mangiare senza storie le loro verdure. | 1996            | ?                  |
| 26 | Els cavallers de la taula rodona  | I Cavalieri della Tavola Rotonda    | Inorridita dal disordine della loro camera, la Strega Annoiata punisce le gemelle mandandole a Camelot. Re Artù e i suoi cavalieri della Tavola Rotonda sta tornando dalla guerra, ignaro che suo cugino Mordecan trama alle sue spalle e ha già fatto rapire la regina Ginevra ed è sul punto di fare lo stesso con il principe Kenneth Pendragon. Le ragazze salvano il principe e cercano di avvertire il re, ma questi non intende sentire tali calunnie su suo cugino. Le gemelle allora decidono di salvare Ginevra, l'unica che Artù ascolterà e, aiutate da Kenneth e il cavaliere personale di Ginevra, la liberano dalle grinfie di Mordecan. Saputo di tutto, Artù bandisce Mordecan e nomina i salvatori di sua moglie cavalieri della tavola rotonda. | 1996            | ?                  |
| 27 | El mag d'Oz                       | Il Mago di Oz                       | Le ragazze, durante un temporale, ridono della Strega che si schianta a casa loro, venendo trasferite in Kansas per la loro punizione. In Kansas, le tre scappano da un tornado rifugiandosi in una casetta dove abita una ragazza di nome Dorothy. La casa viene ghermita dal tornado e casca in una valle colorata. Le tre capiscono in quale storia si trovano, ma la Strega sopraggiunge per dirgli che ha trasferito lo Spaventapasseri, l'Omino di Latta e il Leone da un'altra parte, cosicché non possano continuare la storia, ma le gemelle decidono di ricoprire i loro ruoli, usando dei costumi e oggetti nella casa di Dorothy. Le tre raggiungono la Città di Smeraldo, buia e deserta, in quanto i cittadini sono spaventati nelle loro case dal Mago, che li osserva tramite uno schermo gigante. Quando le ragazze entrano nella capitale e scoprono l'identità del Mago di Oz, questi rivela che spaventa i cittadini per proteggerli dalla Strega dell'Ovest, che gli ha annullato i poteri, ma promette che, se la sconfiggeranno, le farà tornare a casa loro. Le gemelle si dirigono dalla Strega dell'Ovest, avvertita dalla Strega Annoiata (sua cugina), che tenta di bruciare Elena-Spaventapasseri, ma le ragazze tirano fuori una bottiglia d'acqua per spegnerla e capiscono che è il punto debole della Strega, sciogliendola. Il Mago smette con la sua idea di spaventare la gente e premia le ragazze, riportandole alle proprie rispettive case. Alla TV, le ragazze scoprono che la casa di Dorothy è atterrata in un aeroporto. | 1997            | ?                  |
| 28 | L'illa del tresor                 | L'Isola del Tesoro                  | Paul, il compagno di banco di Elena, si è portato dietro un rospo e Teresa lo libera, spaventando la maestra e le ragazze vengono così punite. Le tre finiscono nel porto di Tortuga, dove incontrano il giovane garzone di una locanda, Jim Hawkins (identico d'aspetto a Paul), e un vecchio marinaio ubriaco di nome Billy Bones che gli passa una mappa che li porterà al leggendario tesoro di Capitan Flint, che lui non è più in grado di recuperare. Le gemelle e Jim, quindi, iniziano a cercare una ciurma e, dopo averla trovata, partono alla volta dell'isola. Durante il viaggio, Elena, nascosta in un barile di mele, scopre che quelli che hanno assunto sono i pirati di Long John Silver, ex membri della ciurma di Flint (tra cui c'è anche una travestita Strega Annoiata), intenzionati a prendersi il tesoro. Jim e le gemelle, quindi, tentano di ritrovare il tesoro prima di Silver, sfruttando la loro paura dei fantasmi. Quando i pirati localizzano il tesoro, scoprono che Jim lo ha già recuperato ed è scappato con le gemelle in nave, lasciandoli tutti sull'isola. Tornate in classe, Paul (neanche accortosi della loro assenza) tenta di fare colpo su di Elena, ma questa lo respinge, dicendo che ha trovato un ragazzo migliore e più bello di lui chiamato Jim. | 1997            | ?                  |
| 29 | Sandocan                          | Sandokan                            | Mentre la nonna dorme, le gemelle si godono un giro in barca nel lago nonostante la barca non gli appartenga. La Strega, che casca pure in acqua, le spedisce da un marinaio di nome Sandokan nel Mare Indiano. Sandokan, un corsaro, sta scortando il principe Nyssa al suo palazzo, ma sono braccati dal tremendo tiranno James Brooke, che rapisce Nyssa e lo porta nella sua roccaforte. Sandokan e le gemelle, riescono ad entrare, ma Brooke li informa che uscire è praticamente impossibile, visto che ha delle difese a dir poco efficaci. Le gemelle, quindi, manomettono il computer principale in modo che le difese distruggano la roccaforte e, quando fuggono, Brooke e la Strega Annoiata saltano in aria sconfitti. | 1997            | ?                  |
| 30 | Oliver Twist                      | Oliver Twist                        | Quando la madre perde tempo a parlare con la commessa del supermercato, le gemelle si mettono a giocare a domino con le scatolette del tonno. Considerandola una specie di furto, la Strega le punisce e le manda a Londra, dove vedono un ragazzino derubare un ricco signore nel cuore della notte. Il ragazzo si presenta come Oliver Twist e rivela di essere costretto a queste orribili azioni per conto del suo violento capobanda. Quando poi Oliver viene convinto a restituire la refurtiva, viene beccato dal ricco signore, tale Brownlow, ma le gemelle provano a convincerlo raccontandogli del tremendo capobando, facendo uscire Oliver di prigione e portandolo da costui, che dimostra le sue orribili azioni nel confronti del ragazzo davanti a Mr. Brownlow, il quale decide di denunciare l'uomo e di adottare Oliver. Tornate a casa, le gemelle fanno un'ottima figura alla verifica di domani su Charles Dickens. | 1997            | ?                  |
| 31 | Helena de Troia                   | Elena di Troia                      | Stufe che alla TV non diano altre che le Olimpiadi, le gemelle tentano di ricrearle a casa, quasi distruggendo i mobili e venendo punite e mandate dal creatore delle Olimpiadi: Zeus. Quest'ultimo ha però altri grattacapi per la testa: come dare in sposa sua figlia Elena, se la sua bellezza potrebbe portare a una violenta guerra tra i suoi pretendenti? Le gemelle, quindi, la vestono come la Strega, disgustando quasi tutti i pretendenti. L'unico rimasto, Menelao, rivela di essere innamorato di lei per la sua personalità e non per il suo aspetto, ma un altro pretendente, Paride, favorito dalla Strega, rapisce Elena e la porta nella sua città a Troia. Menelao è pronto a dichiarare guerra, ma le gemelle lo fermano e lo invitano a provare a salvare Elena da solo. Dopo aver studiato le mura di Troia, le gemelle e Menelao creano un cavallo gigante di legno e si nascondono dentro. I troiani, credendolo un dono divino, lo portano nelle mura ed Elena si rifugia dentro. Quando la Strega Annoiata fa notare a Paride l'assenza di Elena da quando il cavallo è entrato in città, Paride lo fa portare via, ed Elena e Menelao scappano via, mentre Paride se la prende con la Strega. | 1997            | ?                  |
| 32 | Robinson Crusoe                   | Robinson Crusoe                     | Le gemelle giocano a fare le naufraghe nel giardino, finendo con il rovinare le piante e allagando tutto il terrazzo. La Strega, quindi, le spedisce in balia di una tribù selvaggia che si diverte a torturare tutti a suon di solletico. Le gemelle, tuttavia, sono salvate da un naufrago di nome Robinson Crusoe, mezzo impazzito per via della solitudine e felice che le gemelle gli faranno compagnia. Sulla via, Robinson salva pure un altro selvaggio che decide di chiamare Venerdì. Purtroppo, Venerdì non è altri che la Strega Annoiata e, non appena è portata nel rifugio di Robinson, ne rivela la posizione ai selvaggi solleticatori. Le gemelle, quindi, li spaventano fingendo di essere un esercito grazie ai colpi delle carabine di Robinson, il quale si impossessa di una loro piroga e fugge verso la civiltà, mentre le gemelle sono riportate a casa. | 1997            | ?                  |
| 33 | Robin Hood                        | Robin Hood                          | La classe delle gemelle è in gita in un boschetto, ma le gemelle si allontano dal gruppo per seguire un cerbiatto. La Strega, quindi, le spedisce nella Foresta di Sherwood, dove sono prima attaccate dagli uomini dello sceriffo di Nottingham, poi salvate da Robin Hood e la sua Allegra Brigata, il quale accetta le gemelle come nuovi membri, dopo aver sfidato Little John ad una gara di equilibrio. Dalla partenza del Re Riccardo per le Crociate, l'Inghilterra è in mano allo sceriffo della vicina città di Nottingham, pronto a prendersi il trono alla prima notizia della caduta di Riccardo. Per farsi beffe dello sceriffo, Robin si traveste da carbonaio e partecipa ad una gara con l'arco che vince, ottenendo dei soldi e una freccia d'oro, con cui comunica allo sceriffo che la sua trappola è stato un fallimento. La Strega, quindi, giunge in soccorso dello Sceriffo e lo aiuta a stanare la base di Robin e lo cattura assieme a tutta la sua banda, meno le gemelle che erano riuscite a scappare. Continuando il lavoro di Robin, le gemelle incontrano il Re Riccardo, appena tornato dalle Crociate e saputo di quello che stava accadendo salva Robin e scaccia lo sceriffo, poi nomina tutta l'Allegra Brigata cavalieri reali. | 1997            | ?                  |
| 34 | L'Atlàntida                       | Atlantis                            | Le gemelle affittano in spiaggia un pedalò e la madre le affida un orologio affinché tornino all'ora stabilita, ma le ragazze lo perdono in acqua e sono punite. Le gemelle si ritrovano così su un'isola trasportata da un gigante di nome Ercole. Il padrone di tale isola mobile, Atlantis, è un vecchio eremita che sta proteggendo la sua magica isola galleggiante da uomini come Mr. Business, intenzionato a riempirla di edifici in cemento, hotel e altre attività commerciali a scopo di lucro, facendo affondare l'isola per il troppo peso. Con Ercole che ha ripescato l'isola e riposizionatala lontano da Mr. Business, ora rimane solo da ritrovare Junior, il figlio di Atlantis, e indicargli la nuova posizione di casa. La Strega, intanto, scoperta la nuova locazione, informa Mr. Business che riprende a costruire nuovi edifici. Con Atlantis catturato dalle ruspe, le gemelle recuperano dei razzi segnalatori lasciati da Ercole per chiamarlo e il gigante fa ritorno e scuote l'isola, scacciando l'invasore, e l'isola torna tranquilla in tempo per il ritorno di Junior, guidato anch'esso dai razzi. | 1997            | ?                  |
| 35 | El llibre de la Selva             | Il libro della giungla              | In gita allo zoo con la scuola, le gemelle scoprono che la tigre del bengala, cresciuta in cattività, è in grado di parlare la lingua umana. Essa spiega di essere depressa per le misere condizioni con cui i loro habitat sono mantenuti, ma lo zoo non ha i fondi necessari per rinnovarli e la tigre continua a suggerire di trovare il tesoro della città delle scimmie che solo Mowgli conosce. Essendosi attardate alla comitiva dei loro compagni, la Strega le punisce, mandandole nella giungla indiana, dove incappano subito in Shere Khan, la quale è però ora in buoni rapporti con Mowgli e acconsente a farlo incontrare alle gemelle, purché li aiutino a sbarazzarsi di un cacciatore che ha catturato il ragazzo affinché gli indichi la posizione del tesoro. Salvato Mowgli, le gemelle gli spiegano la situazione e vengono condotte alla città delle scimmie, braccati da Strega e cacciatore, a loro volta ostacolati dagli amici animali. Recuperata una somma per aiutare lo zoo, i ragazzi tornano in tempo per vedere il cacciatore e la Strega fuggire da Shere Khan. Assicuratesi che i soldi arriveranno allo zoo, le gemelle sono rimandate a casa, dove mandano la buona notizia alla tigre, che si scopre essere cugino di Shere Khan. | 1997            | ?                  |
| 36 | El viatge al centre de la Terra   | Viaggio al Centro della Terra       | Giocando e sporcandosi con le marmellate, le gemelle sono punite e mandate in Islanda, su un vulcano spento, ove incontrano Otto e Axel Lidenbrock, zio e nipote che stanno investigando su un passaggio per il centro della terra per provare la natura del nucleo, seguendo il manoscritto di un certo Arne Saknussemm. Il loro profondo viaggio li conduce in grotte sulfuree e pure in un ecosistema preistorico nel quale le gemelle incontrano pure il Drago Rosso, che nella sua ricerca per un via per la luna, è arrivato in questa grotta tramite i passaggi vulcanici. A causa poi di una turbolenza marittima creata dalla Strega, il gruppo viene risucchiato da un gorgo e poi sputati fuori da un vulcano, ma non quello islandese, bensì lo Stromboli. Essendo uscite vive, le gemelle sono rimandate a casa. | 1997            | ?                  |
| 37 | El mag Merlí                      | Il Mago Merlino                     | Le gemelle devono fare i compiti, ma si continuano a distrare e giocare a far le maghe, il che fa imbufalire di più la Strega che le manda nell'Inghilterra medievale. Lì, le gemelle incontrano Merlino, un mago che è prossimo dall'incontrare il futuro nuovo re di Inghilterra, un giovane ragazzo maltrattato dallo zio di nome Artù. Artù, figlio del re Uther Pendragon, ora vive con lo zio Ross Pendragon, che gode dell'assenza del fratello ed è intenzionato a indire una sfida tra suo figlio Mordecan e Artù, truccare il risultato e rendere suo figlio nuovo re. Non potendo permetterlo, Merlino prende Artù sotto la sua ala protettiva e il giorno della sfida, attira una tempesta che fulmina Mordecan, essendo armato e protetto da testa e piedi con un'armatura, differentemente da Artù, poi convince i due ragazzi ad un duello più equo: la notte prima, con le gemelle, il mago ha incastonato nella roccia Excalibur, una spada che solo il legittimo sovrano di Inghilterra può brandire e ovviamente solo Artù riesce nell'impresa. Ross viene bandito e Artù si ripromette di essere un leader tanto forte quanto saggio. | 1997            | ?                  |
| 38 | Buffalo Bill                      | Buffalo Bill                        | Le gemelle, dopo essersi viste un film western, giocano a fare gli indiani. Quando la Strega giunge a vedere se hanno combinato dei disastri, viene legata e le gemelle vengono punite. Ritrovatesi nel Far West le tre si offrono volontarie per sostituire i fattorini dei Pony Express che si sono licenziati per i troppi pericoli. Le tre sono quindi incaricate di portare un carico d'oro a Hole Gulch, ignare che la Strega ha già messo due banditi sulle loro tracce. In loro soccorso, giunge un fattorino del Pony Express, il leggendario Buffalo Bill, che si offre di accompagnarle oltre il territorio indiano. Per colpa della strega però, i quattro sono catturati dai pellerossa: Bill verrà fatto sacrificare e le gemelle saranno date in moglie al figlio del capo. Tentando di scappare, le gemelle vengono beccate dallo stregone, ma lo smascherano scoprendo che è la Strega. Con una bomba fumogena da parte di essa, il caos si crea nella tribù e Bill e le gemelle ne approfittano per scappare, arrivando a destinazione con il carico. | 1997            | ?                  |
| 39 | Els viatges d'Ulisses             | L'Odissea                           | Andate a fare la spesa da sole, le gemelle cercano di trovare una confezione di detersivo che potrebbe farle vincere una crociera in Grecia. Per il disastro combinato, la Strega le manda a fare quella crociera, proprio sulla nave di Ulisse, reduce dalla guerra di Troia dove ha perso ogni suo singolo uomo. Credendo le gemelle un dono degli dei, ordina a loro di legarlo all'albero della nave, in quanto stanno passando per lo soglio delle sirene, che attirano i marinai adulti e maschi con la loro musica. Le gemelle lo legano e si tappano le orecchie per non sentire l'assordante musica, ma la Strega libera Ulisse che nuota verso lo scoglio. Le gemelle lo raggiungono con un canotto e lo vedono ballare sfrenatamente nella discoteca delle sirene. Le gemelle rubano il CD, liberano Ulisse dalla trance e fuggono, solo per scoprire che adesso gli è rimasto solo il canotto e che la nave è scomparsa. Il quartetto finisce sull'isola del ciclope Polifemo, intenzionato a mangiarseli. Approfittando della sua scarsa vista, Ulisse rabbuia la sua abitazione e le gemelle, costrette ad aiutarlo a preparare la salsa con cui saranno mangiati, coprono la scodella del pepe e chiedono a Polifemo di annusare se si tratta di quello che a chiesto. Annusando forte, visto che il profumo del pepe era coperto, le gemelle tolgono il coperchio e Polifemo starnutisce fino ad aprire un varco da cui il gruppo scappa. Ripreso il mare, Ulisse e le gemelle ritrovano la nave, e la scoprono guidata dal figlio di Ulisse, Telemaco, che non ha potuto vedere per 20 anni. Tornati a Itaca, dove Telemaco aveva trovato la nave alla deriva, Ulisse scopre che sua moglie Penelope è ossessivamente circondata da pretendenti che vogliono salire al trono, data la lunga assenza di Ulisse. Mentre la Strega rivela ai pretendenti del perché Penelope impiega molto tempo a decidere un nuovo sposo (la tela che doveva concludere, prima scegliere un nuovo sposo, veniva disfatta da lei la notte), le gemelle, Telemaco e Ulisse attirano i pretendenti sulla nave, usando il disco delle Sirene, e la mandano alla deriva, con la Strega a bordo. | 1997            | ?                  |
| 40 | Romeu i Julieta                   | Romeo e Giulietta                   | A lezione di ginnastica, a seguito di spericolate azioni da parte delle gemelle, la maestra finisce in mutande incastrata nel canestro. Le gemelle sono punite e mandate a Firenze, dove le squadre rivali di Calciabroccoletto, i Montecchi e i Capuleti, stanno disputando un importante partita. Romeo, capitano dei Montecchi, perde la partita dopo essersi incantato alla vista della figlia del presidente dei Capuleti, Giulietta. Le gemelle, notando che è perdutamente innamorato, decidono di aiutarlo a conquistare Giulietta e si intrufolano alla festa dei Capuleti, dove i due giovani si confessano il loro amore. Sfortunatamente per loro, il presidente e il capitano Paride, li scoprono e per stroncare sul nascere questa illegale relazione, Giuletta viene promessa sposa al capitano dei Capuleti. Con la Strega inoltre a complicare la situazione con i suoi incantesimi, per i due novelli innamorati diventa difficile passare tempo assieme e, dallo stress e il timore di essere costretta a sposare Paride, Giuletta trangugia un sonnifero potente. Quando Romeo riesce a raggiungere le sue camere, la crede morta e beve anche lui il "veleno" e sviene su di lei. La mattina dopo, i genitori di Giulietta scoprono l'orribile scena dei due ragazzi all'apparenza morti, e Teresa ne approfitta per convincerli a farla finita con questa faida e permettere ai due di vivere felici e contenti. Poco dopo, la coppia si risveglia e i Capuleti e i Montecchi si mettono in società. | 1998            | ?                  |
| 41 | En King Kong                      | King Kong                           | Avendo messo a soqquadro la casa per fare le ombre cinesi, le ragazze sono mandate all'Isola del Teschio, dove una troupe televisiva si è diretta per intervistare King Kong, anni dopo la sua bestiale fuga a New York, per invitarlo a tornare alla civiltà. Lo scimmione si rifiuta di partecipare e, con l'intervento della Strega, Kong si innamora perdutamente di Anna, e i giornalisti riescono a catturarlo in tutta facilità e portarlo a forza a Barcellona. Quando viene presentato al pubblico (al fianco di Fiocco di Neve), Kong viene infastidito dai flash. Anna lo tranquillizza e lo convince a girare la città, ma anche così, i giornalisti non gli lasciano tregua e quando tormentano anche Anna, il gorilla la porta al sicuro sulla Sagrada Família. I giornalisti li inseguono in elicottero, ma sbandano contro le gru di ristrutturazione. Kong riesce a impedire la caduta di uno, salvando alcuni turisti e i pezzi della cattedrale. Alla fine, King Kong decide di tornare a casa e, salutando tristemente Anna, fa ritorno a nuoto verso la sua isola. La notte, Anna sogna King Kong sulla sua isola, dove ha eretto con le rovine di un tempio delle strutture simile alla cattedrale spagnola. | 1998            | ?                  |
| 42 | En Tarzan                         | Tarzan                              | La madre porta le gemelle al parco giochi, ma vedendo come stavano pericolosamente dondolando sull'altalena, le proibisce di salirci mentre si assenta per comprare una cosa. Le gemelle disubbidiscono e la Strega le fionda dritto dritto sulla capanna di Tarzan, un uomo che ha vissuto sin dalla nascita tra le bestie della giungla, finché non è stato ritrovato dallo zio Rufus Wylde e riportato alla triste civiltà e la seria vita nobiliare. A pranzo, Cecil, il cugino di Tarzan, spiega alle ragazze che zio Rufus lascerà Tarzan tornare nella giungla non appena avrà imparato il giusto comportamento di un nobiliare. Grazie alle gemelle (le quali sventano anche un sabotaggio della Strega), Tarzan supera le lezioni di galateo e gli è permesso di tornare nella sua giungla. Tarzan fa felice ritorno a casa, ma scopre che i suoi amici animali sono stati tutti catturati da un bracconiere, che intende esibirli assieme a Tarzan in un circo. Tarzan casca nella sua trappola, ma le gemelle e Cecil riescono a liberarli, lasciando il cacciatore a bocca asciutta. Tornate a casa, le ragazze scoprono sul giornale che Tarzan si è trovato un lavoro allo zoo dove porta i suoi amici animali per mezzo anno per poi riportarli nella giungla per il restante anno. | 1998            | ?                  |
| 43 | Leonardo da Vinci                 | Leonardo da Vinci                   | Giocando a tennis sul terrazzo, Anna colpisce sia con la palla che la racchetta la Strega, la cui scopa volante che aveva appena riparato, viene danneggiata. Furiosa, la Strega le manda nel bel mezzo di una guerra per far loro capire lo stress e impegno che ci vuole nel costruire. Le tre si ritrovano in un'assediata cittadina italiana rinascimentale, da troppo tempo nell'acceso fuoco di una guerra civile. A capo del consiglio cittadino vi è il consigliere del Principe, Machiavelli, il quale vuole usufruire dell'ingegno di Leonardo da Vinci, loro ospite, nella creazione di macchine da guerra contro gli avversari, per quanto Leonardo non ha intenzione di contribuire ulteriormente alla lunga guerra creando altre macchine di morte già usate da ambo le fazioni. Non volendo pensarci più, Leonardo si ritira a dipingere, assistito dalle gemelle, ma Machiavelli arriva e, deturpata una delle sue opere e rubato il modello (un melone), lo confina nel suo laboratorio finché non avrà creato la macchina. Grazie però alla Strega (rimasta dentro il laboratorio), Leonardo ha almeno la consolazione di concludere un suo dipinto. Machiavelli crea da solo l'arma per sbaragliare il nemico, ma fallisce clamorosamente e, per evitare brutte figure, accusa da Vinci di averli ridicolizzati, condannandolo a morte e rinchiudendolo con le gemelle in un'alta torre. Seguendo i consigli del maestro, le gemelle suggeriscono l'idea di creare una macchina volante per scappare e, sfruttando il legno e i lenzuoli dei loro letti, Leonardo crea una macchina volante. Non resta che fermare la guerra e la semplice soluzione è aprire le porte della città. I due eserciti ora l'uno di fronte all'altro, incapaci di ferire i propri fratelli e cugini, decidono di abbandonare il conflitto. Le ragazze tornano a casa e il giorno dopo, a scuola, la maestra fa una lezione sulla Gioconda: il dipinto per cui la Strega Annoiata ha posato. | 1998            | ?                  |
| 44 | Els tres mosqueters               | I tre moschettieri                  | Le gemelle sono state assunte come modelle per una collezione di vestiti infantili creati da tre giovani stilisti francesi di nome Athos, Porthos e Aramis. Gelosa del loro successo, la Strega tenta di imbucarsi alla sfilata ma fa un buco nell'acqua e le gemelle e i loro amici stilisti ne ridono. La Strega punisce tutti e sei: le gemelle appaiono a Parigi, dove sono arrestate assieme a un moschettiere dal Cardinale. Rinchiusi nelle segrete del Louvre, il moschettiere si presenta come D'Artagnan, presto raggiunto dai suoi compagni d'armi, Athos, Porthos e Aramis (casualmente identici ai loro omonimi stilisti, o forse sono proprio gli stessi privi delle loro memorie): i quattro spiegano che il Cardinale ha fatto rapire la regina affinché la sua scagnozza Milady sposi il re, dopo averlo convinto che la regina è scappata in Inghilterra. Dopo essere scappate dalle segrete, le gemelle si spacciano per le nipoti del Cardinale per liberare i loro amici, che corrono subito a liberare la regina. Intanto, la Strega si sostituisce a Milady per sposare il re e accrescere la sua popolarità, ma viene smascherata da Anna e Teresa, assieme al Cardinale i quali scappano via dal paese. Le gemelle sono nominate moschettiere e sono poi rimandate a casa, dove i loro amici stilisti hanno fabbricato dei costumi da moschettiere per le tre. | 1998            | ?                  |
| 45 | Cleopatra                         | Cleopatra                           | | 1998            | ?                  |
| 46 | Cristòfor Colom                   | Cristoforo Colombo                  | Sul monumento a Colombo, le gemelle tentano (pericolosamente) di aiutare un uccellino e vengono punite e spedite a Palos nel 1492, dove dovranno aiutare Colombo nel raggiungere il nuovo mondo. Dopo che le gemelle e Colombo ottengono il finanziamento da Isabella di Castiglia, la Strega assume un esercito vichingo guidato da Olaf, un discendente di Eric il Rosso, per raggiungere l'America prima del genovese. Con molti guai causati da tempeste e incantesimi della Strega, i vichinghi abbandonano la ricerca e Colombo giunge in America, dicendo anche che spera che la gente lo premierà con monumenti per aver scoperto tale rotta. | 1998            | ?                  |
| 47 | L'home de Cromanyó                | L'uomo di Cro-Magnon                | | 1998            | ?                  |
| 48 | Les set cabretes                  | Il lupo e i sette capretti          | | 1998            | ?                  |
| 49 | Les mines del rei Salomó          | Le Miniere di Re Salomone           | | 1998            | ?                  |
| 50 | L'home de Mayapan                 | L'uomo di Mayapan                   | Durante una gita al museo, in una giornata afosa, la statua dell'Uomo di Mayapan chiede alle gemelle un sorso d'acqua, trasformandosi poi in un ragazzo, rivelandosi essere il dio di Mayapan. Per aver "deturpato" una statua del museo, le gemelle sono trasportate nella medesima città, dove gli autoctoni devono pagare molto per avere un sorso d'acqua dal malvagio colonizzatore e archeologo americano. Aiutate dallo stesso dio di Mayapan, le gemelle fermeranno le esose tasse dell'acqua e salveranno la piramide-sorgente, aiutate anche da una pentita Strega Annoiata. | 1998            | ?                  |
| 51 | Marco Polo                        | Marco Polo                          | | 1998            | ?                  |
| 52 | Dr. Frankenstein                  | Il Dottor Frankenstein              | Atterrando nel terrazzo delle gemelle per controllarle, la Strega si schianta contro una composizione artistica creata dalle ragazze e le punisce. Le ragazze arrivano in uno strano paesino dove abitano strani animali (mucche alate, curiosi ibridi, animali multicefali), frutto degli esperimenti del medico locale, il Dr. Frankenstein. Il dottore però ha un bel daffare con i suoi pazienti e clienti e anche assumendo le gemelle come infermiere, l'uomo ha comunque bisogno di qualcuno che lo possa assistere quando deve guidare in paese per visite a domicilio e quant'altro. Frankenstein, così, trova una soluzione: crearsi un proprio assistente. Durante una tempestosa sera, Frankenstein e le gemelle creano e donano vita alla Creatura. La Strega però, trasformatasi in ape, entra nella testa della Creatura e raggiunge il suo cervello (un muffin), dove installa uno stereo che provoca nella Creatura delle azioni involontarie che lo portano a schiantarsi con l'ambulanza in città. Il dottore si arrabbia con la sua creazione e lo punisce. Rammaricato, la Creatura fugge via e libera anche le altre creature di Frankenstein in città. Furibondi, i cittadini gli danno la caccia, ma viene ritrovato dalla gemelle che scoprono la causa dei suoi guai. Scacciata la Strega dalla sua testa, la Creatura è riportata a casa, dove il dottore prende le difese della sua creazione, chiamandola per quello che veramente è: suo figlio. Risolto il disguido, la Creatura viene perdonata e le gemelle sono riportate a casa. | 1998            | ?                  |
| 53 | 20.000 llegües de viatge submarí  | 20 000 leghe sotto i mari           | | 1999            | ?                  |
| 54 | Kim de l'Índia                    | Kim                                 | | 1999            | ?                  |
| 55 | Amadeus                           | Amadeus                             | Per aver rovinato la lezione di musica, le gemelle sono spedite a Vienna, nella casa di Salieri, il quale sta suonando per l'imperatore austriaco, per niente emozionato dalla sua musica. Il vicino di casa di Salieri, un ragazzino prodigio di nome Amadeus Mozart, si mette a suonare una propria composizione, la Marcia turca, emozionando l'imperatore che si complimenta con Salieri (credendo l'avesse suonata lui), chiedendogli di suonarla alla sua festa. Le gemelle raggiungono Mozart, il quale non vede l'ora di vedere la figuraccia che farà Salieri, che ha sempre detestato il suo livello di bravura che lui ha raggiunto dopo anni di sforzi mentre Mozart era dotato sin dalla nascita di questo dono. La Strega Annoiata, fan di Salieri, decide di dargli una mano. Spacciandosi per la sarta reale si offre di cucire alle gemelle (scambiate dall'imperatore per le nipoti di Salieri) dei vestiti per la festa, chiedendo a Mozart se può suonargli qualcosa nel mentre. Alla festa, Mozart si sorprende nel sentire che Salieri è riuscito a suonare perfettamente la sua Marcia turca, ma quando tenta di accusarlo di furto e di plagio, nessuno gli crede. Le gemelle, ispezionando il pianoforte reale, scoprono un lettore CD che la Strega aveva registrato mentre cuciva i loro abiti. Le tre, quindi, tornano a casa Salieri e registrano la conversazione tra Salieri e la Strega che ridono su come sono riusciti a farla in barba a Mozart e l'imperatore. L'indomani sera, Teresa sostituisce il CD della Marcia turca con quello della confessione dei due e Salieri viene arrestato. Mozart, quindi, suonando la versione estesa del suo lavoro, ottiene le lodi di tutta l'alta nobiltà di Vienna. | 1999            | ?                  |
| 56 | Pare Noel                         | Babbo Natale                        | È la viglia di Natale e la città è piena di Babbi Natale. Elena suggerisce di individuare quello vero tirando le barbe, purtroppo la loro prima vittima è la Strega Annoiata che se l'era pure attaccata con la colla. Furibonda, la Strega le manda nel Villaggio di Babbo Natale, dove sono accolti da Nicolas, il giovane assistente di Babbo Natale, dove le gemelle fanno la conoscenza del vecchio Santa Claus, che quest'anno si è ripromesso di non donare giocattoli che richiamino le armi o la violenza. Il villaggio sta attendendo un ultimo carico di giocattoli che dovrebbe arrivare tramite un passaggio segreto agli estranei. La Strega tenta di seguire i camion, ma la sua scopa volante si scarica e chiede un passaggio ad un camion in ritardo che è però guidato dal Signor Pem, mercante di armi giocattolo che doveva essere all'oscuro del passaggio segreto che la Strega gli ha appena rivelato, altrimenti Babbo Natale sarà costretto a portare anche i suoi giocattoli. Per evitare che il camion di Pem raggiunga il villaggio, le gemelle chiedono a Babbo Natale di creare un ponte fasullo e di farlo sparire quando ci passerà sopra, ma dopo aver visto che la Strega è con lui e inconsapevole che stava contribuendo a una vergognosa azione, la portano via dal ponte prima di farlo sparire sotto i piedi di Pem, che casca nel fiume sottostante. Le gemelle e la Strega sono poi ricompensati con un passaggio sulla slitta ad aiutare Babbo Natale a portare i regali a tutti quanti i bambini e i loro amici che hanno conosciuto nelle loro avventure. Prima di rimandarle a casa, le gemelle ricevono dei doni da Babbo e quando il padre le chiede dove li hanno presi, un Babbo Natale sull'angolo della strada risponde di averglieli dati lui, rivelandosi essere il vero Babbo Natale. | 1999            | ?                  |
| 57 | Al circ                           | Il Circo                            | | 1999            | ?                  |
| 58 | A l'espai                         | Lo Spazio                           | Le gemelle sono in gita a un sito di lancio spaziale, dove vengono scelte per partecipare a una missione, sebbene la Strega sia contraria a ciò, cercando anche di fermarle, ma le ragazze finiscono nello spazio e finiscono con l'aiutare gli astronauti giunti sulla Luna per ricerche e fermare altri intenti a colonizzarla, arrabbiando il signore della Luna Silenio, che aiuterà le gemelle e i buoni astronauti a giungere sani e salvi sulla Terra, con l'aiuto del Drago Rosso, che ha finalmente realizzato il suo sogno. | 1999            | ?                  |
| 59 | L'Ullal Blanc                     | Zanna Bianca                        | | 1999            | ?                  |
| 60 | Tom Sawyer                        | Tom Sawyer                          | | 1999            | ?                  |
| 61 | La balalaica de cristall          | La balalaika di cristallo           | | 1999            | ?                  |
| 62 | El fantasma de l'òpera            | Il fantasma dell'Opera              | | 1999            | ?                  |
| 63 | La volta al món en 80 dies        | Il Giro del Mondo in Ottanta Giorni | Guardando alcune diapositive della luna di miele del loro genitori, le gemelle quasi distruggono il proiettore e sono punite dalla Strega, che le manda a Londra, dove rincontrano Oliver Twist, che spiega a loro che è stata indetta una gara con un montepremi in denaro intorno al mondo tra diversi partecipanti, tra cui la Strega a bordo del suo scooter. Le ragazze finiscono con il partecipare alla gara con un annoiato aristocratico di nome Phileas Fogg e un tassista. Durante il viaggio incontrano e sono aiutati da diversi loro amici di passate avventure, Aladino, Bufalo Bill, Elena, Nemo, Marco Polo e così via, mentre Fogg non fa altro che pensare a come vincere la gara, senza neanche voltarsi a guardare il paesaggio, finché non fanno tappa in India, dove una donna sembra finalmente fare breccia nel suo freddo cuore. Infine alla gara non rimangono che la Strega e il Phileas, che taglia il traguardo grazie all'aiuto di Oliver che ha depistato la Strega. Fogg dona però il suo premio in denaro al tassista, per ripagarlo di averlo aiutato e sopportato. Il tassista, allora, promette che, non appena avrà finito di riparare il taxi, torneranno in India a rincontrare la donna di cui Fogg si è invaghito. Tornate a casa, le gemelle scoprono che le fotografie che Anna ha scattato, con la camera che si era portata dietro, sono tutte nere, in quanto ha scordato di levare il tappo. | 1999            | ?                  |
| 64 | Moby Dick                         | Moby Dick                           | Le gemelle si perdono uno show acquatico e quando notano la porta aperta a spettacolo finito, si intrufolano nella vasca per giocare con l'orca. La Strega le punisce, mandandole in un luogo dove troveranno "tante balene da avere indigestione". Giunte in una locanda, l'oste (la Strega) le dà la stanza già occupata dal giovane Ismael, di cui Anna si invaghisce, e dall'indigeno Queequeg, entrambi ramponieri che s'imbarcheranno l'indomani sulla baleniera Pequod. Le gemelle sono costrette a salire furtivamente a bordo, ma scoprono che il capitano della nave, Achab, vuole inseguire una sola balena: Moby Dick, la balena bianca che gli strappò con un morso la gamba. Le gemelle, sapendo l'esito della storia, provano a dissuaderlo, ma non vengono ascoltate, quindi, appena giungono nella zona dove vive la balena, tentano di avvertire Moby Dick, ma anche lui è intenzionato a concludere la faida col capitano. Dopo aver cercato di arpionare la balena, Achab e tutto il Pequod sono trascinati da Moby Dick sul fondo dell'oceano. Gli unici a salvarsi sono le gemelle e Ismael, in quanto erano sulle isole ad avvertire Moby Dick, e Queegueg, salvatosi grazie a una cassapanca da lui costruita per un eventuale affondamento. | 1999            | ?                  |
| 65 | A l'Àfrica                        | In Africa                           | | 1999            | Primi anni duemila |

### Seconda stagione (2003-2004)
La seconda stagione di Tre gemelle e una strega venne diffusa dal 2003 al 2004 in Spagna, in Italia vennero trasmessi nel 2006 su Rai 2.
| nº  | Titolo originale                               | Titolo italiano                  | Trama | Prima TV Spagna | Prima TV Italia |
| --- | ---------------------------------------------- | -------------------------------- | --- | --------------- | --------------- |
| 66  | La flauta màgica                               | Il flauto magico                 | Le gemelle imbrogliano durante un'interrogazione su Mozart e la strega le manda a Salisburgo. Nella città di Amadeus, Sarastro e la Regina della Notte hanno fatto una scommessa: se il mago otterrà almeno tre spettatori al suo spettacolo (che la Regina si accaparra tutti grazie al suo sgherro) potrà tenersi il Teatro del Giorno. Le gemelle, intenzionate a vedere lo spettacolo di Sarastro, gli fanno vincere la scommessa e la Regina, furiosa, le spedisce al centro della Foresta Nera, dove incontrano Tamino e Papageno, che possiede un flauto in grado di compiere magie, i quali cercano di raggiungere la capitale e salvare le loro ragazze, Pamina e Papagena dall'essere ridicolizzate nello spettacolo della Regina della Notte che, aiutata dalla Strega Annoiata, ostacola il ritorno dei cinque. Intanto, anche Mozart giunge a Salisburgo per dare sostegno a Sarastro e vanno a vedere l'opera della Regina. Tamino, Papageno e le gemelle giungono al Teatro della Notte e con il flauto sostituiscono i ruoli della Regina con quello di Pamina e Papagena. Tornate a casa, le gemelle si scusano con la maestra per aver imbrogliato. | 2003            | 2006            |
| 67  | La rateta que escombrava l'escaleta            | La topolina presuntuosa          | | 2003            | 2006            |
| 68  | En Patufet                                     | Il Piccolo Cece                  | | 2003            | 2006            |
| 69  | El timbaler del Bruc                           | Il suonatore di tamburo del Bruc | | 2003            | 2006            |
| 70  | El taller de Gaudí (1a part de Gaudí)          | Lo Studio di Gaudí               | | 2003            | 2006            |
| 71  | Els fantasmes de la Pedrera (2a part de Gaudí) | I fantasmi della Pietraia        | | 2003            | 2006            |
| 72  | Sherlock Holmes                                | Sherlock Holmes                  | | 2003            | 2006            |
| 73  | La Cigala i la Formiga                         | La formica e la cicala           | | 2003            | 2006            |
| 74  | La lletera                                     | Il racconto della lattaia        | | 2003            | 2006            |
| 75  | Cyrano de Bergerac                             | Cyrano de Bergerac               | | 2003            | 2006            |
| 76  | El món del cinema                              | Il Mondo del Cinema              | In visita al museo del cinema, le gemelle si mettono a giocare con gli oggetti in esposizione, venendo punite dalla Strega. Le tre vengono divise: Teresa si ritrova in Francia, presso i Fratelli Lumieré, Anna da Georges Méliés ed Elena da Edison. Capendo che devono inventare il cinema, le gemelle (via telefono) capiscono che devono far incontrare questi geni tra di loro. Edison, quindi, manda il suo assistente ed Elena dai Lumière per portargli una pellicola, ma Elena viene rapita dalla Strega Annoiata e la Regina della Notte, volendo impedire che il cinema prenda sopravvento sul teatro. Quando i Lumière, Meliés e l'assistente di Edison mettono su il cinematografo, Teresa pianifica un trucco per salvare Elena. Teresa, quindi, chiama la Regina della Notte e gli offre un ruolo di protagonista nel primo film in assoluto, assieme alla Strega Annoiata. Affascinata dall'idea, la Regina accetta, interpretando con la collega due donne che fuggono da un treno e che poi vengono rinchiuse da un malvagio criminale, solo per scoprire che sono state veramente imprigionate. Il film diventa un successo, l'assistente di Edison, in qualità di eroe della vicenda ottiene un premio e le ragazze tornano a casa. | 2003            | 2006            |
| 77  | L'indi Gerónimo                                | Geronimo                         | Il padre delle gemelle si arrabbia con loro per aver sporcato il pavimento appena lavato. La Strega, basandosi sul trucco delle scarpe al rovescio che hanno usato, le manda dalla tribù di Geronimo (la stessa che catturò Bufalo Bill), dove cercano di impedire che la terra dei loro avi diventi il luogo dove si erge un supermercato. Geronimo, per poter appianare gli accordi tra la sua tribù e l'uomo bianco, si fa assumere come commesso al supermercato, ma la Strega continua a fargli fare figuracce. Alla fine, Geronimo si licenzia e consiglia alla sua gente di trovare un'altra terra. | 2003            | 2006            |
| 78  | A l'Everest                                    | Sull'Everest                     | | 2003            | 2006            |
| 79  | Vincent Van Gogh                               | Vincent Van Gogh                 | | 2004            | 2006            |
| 80  | Gutenberg                                      | Gutenberg                        | | 2004            | 2006            |
| 81  | La gaita meravellosa                           | La cornamusa meravigliosa        | | 2004            | 2006            |
| 82  | La cova d'en Xoroi                             | La Grotta di Xuroi               | | 2004            | 2006            |
| 83  | Watt i la màquina de vapor                     | La Macchina a Vapore             | | 2004            | 2006            |
| 84  | Thor el víking                                 | Thor il vichingo                 | | 2004            | 2006            |
| 85  | Velázquez                                      | Velázquez                        | | 2004            | 2006            |
| 86  | El sastre valent                               | Il sarto coraggioso              | | 2004            | 2006            |
| 87  | La Bella i la Bèstia                           | La bella e la bestia             | Le gemelle prendono il rasoio elettrico del padre e la Strega, vedendo il padre che ricerca dappertutto l'elettrodomestico, le spedisce in un cottage in Francia. Le gemelle vengono ospitate da Bella e suo padre, il quale, ora che è tornato in affari, le assume per poterlo aiutare a vendere la sua merce in paese. Tornando a casa, l'uomo si ricorda che ha dimenticato di prendere per Bella una rosa bianca come gli aveva promesso e, passando davanti a un castello apparentemente abbandonato, vede tra i suoi cespugli una rosa bianca, ma viene aggredito dal padrone. Le gemelle tornano a casa per avvertire Bella, ma suo padre torna subito dopo, dicendo che è stato risparmiato quando ha saputo che il fiore era per la figlia, ma in cambio lei dovrà diventare sua serva senza discutere. Bella si dirige a palazzo e si spaventa non poco quando vede il padrone, apparentemente un mostro tutto peloso, ma pian piano inizia a provare simpatia per lui. Quando poi il padrone, in un atto di generosità, le permette di tornare dal padre, Bella comprende che l'uomo la ama e che senza di lei potrebbe sentirsi male, o peggio, e così fa ritorno e, vedendolo addormentato, Bella e le gemelle usano il rasoio per rimuovergli tutta quella peluria, rivelando un affascinante uomo sotto di essa. Bella e il padrone della castello si sposano e le gemelle tornano a casa e restituiscono al padre il rasoio. | 2004            | 2006            |
| 88  | Guillem Tell                                   | Guglielmo Tell                   | | 2004            | 2006            |
| 89  | Els capitans intrèpids                         | Capitani coraggiosi              | | 2004            | 2006            |
| 90  | La gasela Zeila                                | La Gazzella Zeila                | | 2004            | 2006            |
| 91  | La Sireneta                                    | La sirenetta                     | | 2004            | 2006            |
| 92  | La flor romanial                               | Il Fiore Romanial                | | 2004            | 2006            |
| 93  | El Dr. Jekyll i Mr.Hyde                        | Il Dottor Jeckill e Mr. Hyde     | | 2004            | 2006            |
| 94  | El Príncep i el Captaire                       | Il principe e il povero          | | 2004            | 2006            |
| 95  | Tristany i Isolda                              | Tristano e Isotta                | | 2004            | 2006            |
| 96  | La reina de la neu                             | La Regina delle Nevi             | | 2004            | 2006            |
| 97  | Agatha Christie                                | Agatha Christie                  | | 2004            | 2006            |
| 98  | El príncep feliç                               | Il Principe Felice               | | 2004            | 2006            |
| 99  | Tutankamon                                     | Tutankamon                       | | 2004            | 2006            |
| 100 | La màquina del temps                           | La Macchina del Tempo            | | 2004            | 2006            |
| 101 | Les pirates                                    | Le donne pirata                  | | 2004            | 2006            |
| 102 | El Follet Holet                                | Il Folletto Holet                | | 2004            | 2006            |
| 103 | L'home invisible                               | L'Uomo Invisibile                | | 2004            | 2006            |
| 104 | La festa d'aniversari                          | La festa di compleanno           | | 2004            | 2006            |